# 逆向騎乘位 (南方四賤客)
《Reverse Cowgirl》是美國動畫連續劇《南方四賤客》第16季的第1集(第224集)。於2012年三月十四日於美國喜劇中心頻道首播，描述了一場由於Clyde沒有把馬桶蓋放下而殺死自己的媽媽造成的全國混亂。
該集是由特雷·帕克所撰寫，滑稽地諷刺了有關兩性對馬桶蓋的禮儀衝突以及911恐怖攻擊事件後機場高度重視安檢的現況。

## 情節
有天Clyde不小心沒有馬桶蓋放下來，他的媽媽Betsy因此在屎蛋、凱子、阿ㄆㄧㄚˇ和阿尼面前處罰他。Clyde很不好意思地請大家不要跟別人講，不過隔天阿ㄆ一ㄚˇ當然就對全班講了這件事，過程中大頭意外地發現大家在上廁所時都是坐背對馬桶的方向，而他則是面對馬桶坐因為可以用水槽來當書架或放飲料等等。突然Betsy又出現在課堂責罵Clyde又沒把馬桶蓋放下，並且把他抓回家。當晚，Clyde又一次沒把馬桶蓋放下，這次Betsy很不幸地掉進馬桶裡，最終馬桶的吸力殺死了她。
Betsy的死亡引發了"馬桶安全局"(Toilet Safety Administration)開始實施對馬桶的一連串規範，包括要求馬桶必須加裝安全帶和監視器、可能會進行突擊檢查、在私人及公共廁所設計檢查站。阿ㄆ一ㄚˇ和整座城市的人都很生氣並且反對這些措施，然而人們也在抗議中有不同意見，女人們認為男人應該要把馬桶蓋放下就好；而男人們認為只要女人們坐下前檢查一下馬桶蓋是否有放下就好。在此同時，屎蛋、凱子、Clyde和Jimmy跑去找了一個宣稱自己可以控告死人的訟棍來協助他們，他們決定要對抽水馬桶的發明人John Harington"告陰狀"(sue-ance, seance(降神)和sue(控告)的混合變型字)，然而這個律師始終無法召喚出Harington，只是不斷的要求男孩們付出更多的錢。
某日，一個TSA的員工正在負責監看廁所監視器畫面房間裡自慰的同時，發現阿ㄆ一ㄚˇ帶著一把槍挾持了一個檢查員和一個嬰兒，並且隨即關閉了監視攝影機。同時屎蛋爸帶領著民眾反抗TSA，但它使得一個恐怖份子帶著槍和一個嬰兒通過了檢查站。屎蛋爸表示他們決定也要對Harrington"告陰狀"。在法庭上，Betsy的鬼魂出現並告訴Clyde這個律師是個詐騙分子，而且他的死純粹就是Clyde沒有把馬桶蓋放下造成的。隨後Harrington的鬼魂也出現了，並且生氣的表示並沒有人犯錯，而是大家錯誤的使用他的發明
；他表示這個馬桶的設計是要求大家反著坐面對水槽而不是背對，使得在場的所有人都非常意外(除了大頭，因為他本來就是這麼做的)。Randy認為這麼做必須要把褲子完全脫掉才行，Harrington則回應說他本來就是要人把褲子脫掉並且可以把褲子丟進"牆上的洞"作為髒衣服的管道。最終Clyde開始使用Harrington指導的方法來使用馬桶，但使用完後他故意地把馬桶蓋抬起來，並且往上比了個中指(也許是對他死去的母親)。

## 評價
IGN的Max Nicholson給予本集7.5分的優良評價，特別表彰了同時對馬桶蓋的社交習慣與美國運輸安全管理局攻擊的情節。Nicholson認為馬桶蓋的本來不是個有趣的主題，但透過巧妙地運用阿ㄆ一ㄚˇ這個角色使得整個情節變得有意思；另外他覺得雖然諷刺運輸安全局的題材已經有點過時，但劇情中還是挖掘了一些有趣的點子，特別是在監視攝影機前自慰的部分；不過他認為在"告陰狀"的部分，雖然聰明但不突出，感覺只是在為了補滿劇情的時間，但他也稱讚了在本集高潮處巧妙地收斂了兩個故事情節的手法。
Internation Business Time的Jacob Kleinman認為最有趣的是阿ㄆ一ㄚˇ跟屎蛋爸的部分；Geeks of Doom的Eve Conte則說:"這集的一切都太棒了。"
The A.V. Club的Ryan McGee給本集A-的評價，他很享受諷刺政府侵犯本國公民自由、個人責任的轉移和過多的訴訟的情節。雖然McGee覺得"告陰狀"的劇情有點拖延，但他認為阿ㄆ一ㄚˇ和TSA對抗的劇情足以彌補這些不足，而最終使用了一個"不合邏輯的怪誕"提供了一個相當有力的結尾。
TV Fanatic的Eric Hochberger給了本集四顆星的評價(滿分五顆星)，他認為諷刺TSA的部分實在太精采了，而"告陰狀"地劇情相當地聰明，而且律師的笑話永遠都很有趣。Hochberger特別喜歡最後兩個劇情收斂在一起的部分，並且相當喜歡最後大家發現大頭使用馬桶的方式才是正確的劇情設定。